# Santa Ana (Venezuela)
Santa Ana é um município da Venezuela localizado no estado de Anzoátegui.
A capital do município é a cidade de Santa Ana.